# Selena Gomez & the Scene: Live in Concert
Selena Gomez & the Scene: Live in Concert var den första konsertturnén för det amerikanska popbandet Selena Gomez & the Scene. Turnén började sent under 2009 och promotade albumets första studioalbum, Kiss & Tell. Turnén hölls i endast USA och England.

## Förband
- JLS (Bethlehem)
- Allstar Weekend (Columbus)

## Låtlista

### 2009
1. "Kiss & Tell"
2. "Stop & Erase"
3. "Crush"
4. "Naturally"
5. "I Won't Apologize"
6. "More"
7. "The Way I Loved You"
8. "I Want It That Way" - (Backstreet Boys cover)
9. "I Don't Miss You at All"
10. "Tell Me Something I Don't Know"
11. "Falling Down"
12. "Hot n Cold" - (Katy Perry cover)

Extranummer
1. "I Promise You"

1. "Magic"

### 2010
1. "Round & Round"
2. "Crush"
3. "Kiss & Tell"
4. "More"
5. "You Belong with Me" - (Taylor Swift cover)
6. "I Won't Apologize"
7. "The Way I Loved You"
8. "A Year Without Rain"
9. "I Don't Miss You At All"
10. "Hot n Cold"
11. "Falling Down"
12. "Love Is a Battlefield" - (Pat Benatar cover)
13. "In My Head" - (Jason Derulo cover)
14. "Tell Me Something I Don't Know"

Extranummer
1. "Naturally"
2. "Magic"

Jingle Ball
1. "Round & Round"
2. "Off the Chain"
3. "Rock God"
4. "A Year Without Rain"
5. "Naturally"

## Turnédatum
| Nordamerika       |                      |         |                                           |
| 15 november 2009  | San Diego            | USA     | House of Blues                            |
| 21 november 2009  | Anaheim              | USA     | House of Blues                            |
| 28 november 2009  | Dallas               | USA     | House of Blues                            |
| 13 december 2009  | Tempe                | USA     | Marquee Theatre                           |
| 20 december 2009  | San Francisco        | USA     | Palace of Fine Arts Theatre               |
| 7 februari 2010   | San Antonio          | USA     | AT&T Center                               |
| 11 februari 2010  | New York             | USA     | Blender Theatre at Gramercy               |
| 14 februari 2010  | Upper Darby Township | USA     | Tower Theater                             |
| 20 februari 2010  | Uniondale            | USA     | Nassau Veterans Memorial Coliseum         |
| 21 mars 2010      | Houston              | USA     | Reliant Stadium                           |
| Europa            |                      |         |                                           |
| 5 april 2010      | London               | England | O2 Shepherd's Bush Empire                 |
| Nordamerika       |                      |         |                                           |
| 14 augusti 2010   | Bethlehem            | USA     | Sands Riverplace                          |
| 15 augusti 2010   | Indianapolis         | USA     | Hoosier Lottery Grandstand                |
| 21 augusti 2010   | Springfield          | USA     | State Fairgrounds Grandstand              |
| 22 augusti 2010   | Eureka               | USA     | Old Glory Amphitheatre                    |
| 11 september 2010 | York                 | USA     | Toyota Grandstand                         |
| 18 september 2010 | Pomona               | USA     | Fairplex Park                             |
| 19 september 2010 | Hutchinson           | USA     | Sprint Grandstand                         |
| 10 oktober 2010   | Fresno               | USA     | Big Fresno Fairgrounds\|Paul Paul Theater |
| Europa            |                      |         |                                           |
| 20 oktober 2010   | London               | England | HMV Hammersmith Apollo                    |
| Nordamerika       |                      |         |                                           |
| 23 oktober 2010   | Las Vegas            | USA     | Theatre for the Performing Arts           |
| 24 oktober 2010   | Phoenix              | USA     | Arizona Veterans Memorial Coliseum        |
| 6 november 2010   | Columbus             | USA     | Celeste Center                            |
| 26 november 2010  | Grand Prairie        | USA     | Verizon Theater at Grand Prairie          |
| 27 november 2010  | Tulsa                | USA     | Brady Theater                             |
| 5 december 2010   | Los Angeles          | USA     | Nokia Theatre L.A. Live                   |
| 6 december 2010   | Minneapolis          | USA     | Target Center                             |
| 8 december 2010   | Camden               | USA     | Susquehanna Bank Center                   |
| 9 december 2010   | Lowell               | USA     | Tsongas Center                            |
| 10 december 2010  | New York             | USA     | Madison Square Garden                     |